# 屠特若尸逐就單于
屠特若尸逐就單于（?—178年），南匈奴單于，伊陵尸逐就單于之子。
172年伊陵尸逐就單于在位二十五年去世，其子屠特若尸逐就單于继位。177年，他与中郎将臧旻出雁门攻击鲜卑檀石槐，大敗而還。178年，屠特若尸逐就單于去世，子呼徵單于即位。

## 文獻
- 《後漢書·南匈奴列傳》

| 前任： 父伊陵尸逐就單于 | 南匈奴單于 172年─178年 | 繼任： 子呼徵單于 |